# Hubert Schösser
Hubert Schösser, né le 11 novembre 1966 à Innsbruck, est un bobeur autrichien.

## Palmarès

### Championnats monde
- : médaillé d'argent en bob à 4 aux championnats monde de 1993 et 1995.

### Coupe du monde
- 1 globe de cristal : 
  - Vainqueur du classement bob à 4 en 1994.
- 2 podiums [N 1] : 
  - en bob à 4 : 2 deuxièmes places.